# Air Burkina
Air Burkina — флагманська авіакомпанія Буркіна-Фасо зі штаб-квартирою в Уагадугу, яка виконує регулярні пасажирські перевезення за місцевим (Бобо-Діуласо) і регіональними міжнародними маршрутам (Того, Бенін, Малі, Нігер, Кот-д'Івуар, Гана), а також в аеропорту Франції.
Головним транзитним вузлом (хабом) перевізника є Аеропорт Уагадугу.

## Історія
Авіакомпанія була утворена 17 березня 1967 року під назвою Air Volta. Її власниками були уряд Буркіна-Фасо, французький перевізник Air France і приватні інвестори. Після банкрутства авіакомпанії Air Afrique уряд Буркіна-Фасо реалізував 56 % власності Air Burkina Фонду економічного розвитку Ага Хана.
У 1978 році компанія придбала свій перший літак Embraer EMB 110 Bandeirante, в 1983 році — другий літак Fokker F28, а в 1992 році зіткнулася з серйозними фінансовими труднощами, накопичивши заборгованість у сумі більше одного мільярда франків КФА (близько 1,5 млн євро). Тим не менш, до моменту своєї приватизації у 2001 році загальна сума боргів авіакомпанії значно знизилася, і перевізник заявив про планований річний дохід приблизно в 3,5 млрд франків КФА (більш 5 млн євро). У 2002 році співробітники Air Burkina провели загальний страйк, головною вимогою якої стало підвищення заробітної плати персоналу на 25 відсотків. В результаті конфлікту генеральний директор був змушений подати у відставку.

## Маршрутна мережа

### Африка
- Бенін
  - Котону — Аеропорт Каджехоун
- Буркіна-Фасо
  - Бобо-Діуласо — Аеропорт Бобо-Діуласо
  - Уагадугу — Аеропорт Уагадугу  — хаб
- Кот-д'Івуар
  - Абіджан — Аеропорт Бурі
- Габон
  - Лібревіль — Міжнародний аеропот Лібревіль
- Гана
  - Аккра — Міжнародний аеропот Котока
- Малі
  - Бамако — Міжнародний аеропорт Сеноу
- Нігер
  - Ніамей — Міжнародний аеропорт імені Амані Діорі
- Сенегал
  - Дакар — Міжнародний аеропорт Дакар
- Того
  - Ломе — Аеропорт Ломе-Токонін

### Європа
- Франція
  - Париж — Аеропорт Орлі
  - Марсель

## Флот

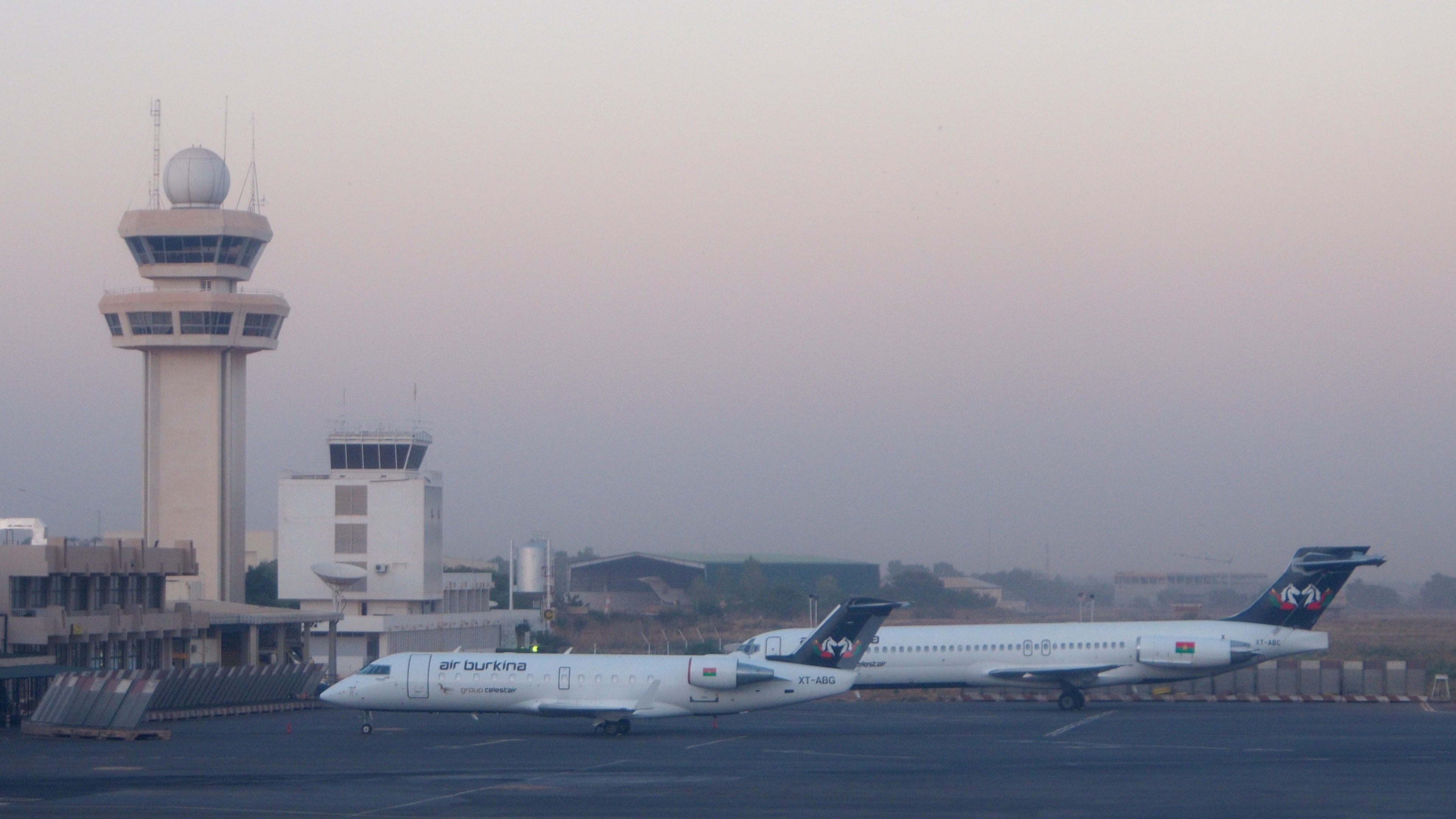
Два літаки Air Burkina у аеропорті Уагадугу

Станом на 22 липня 2009 року парк авіакомпанії Air Burkina становили такі повітряні судна: 

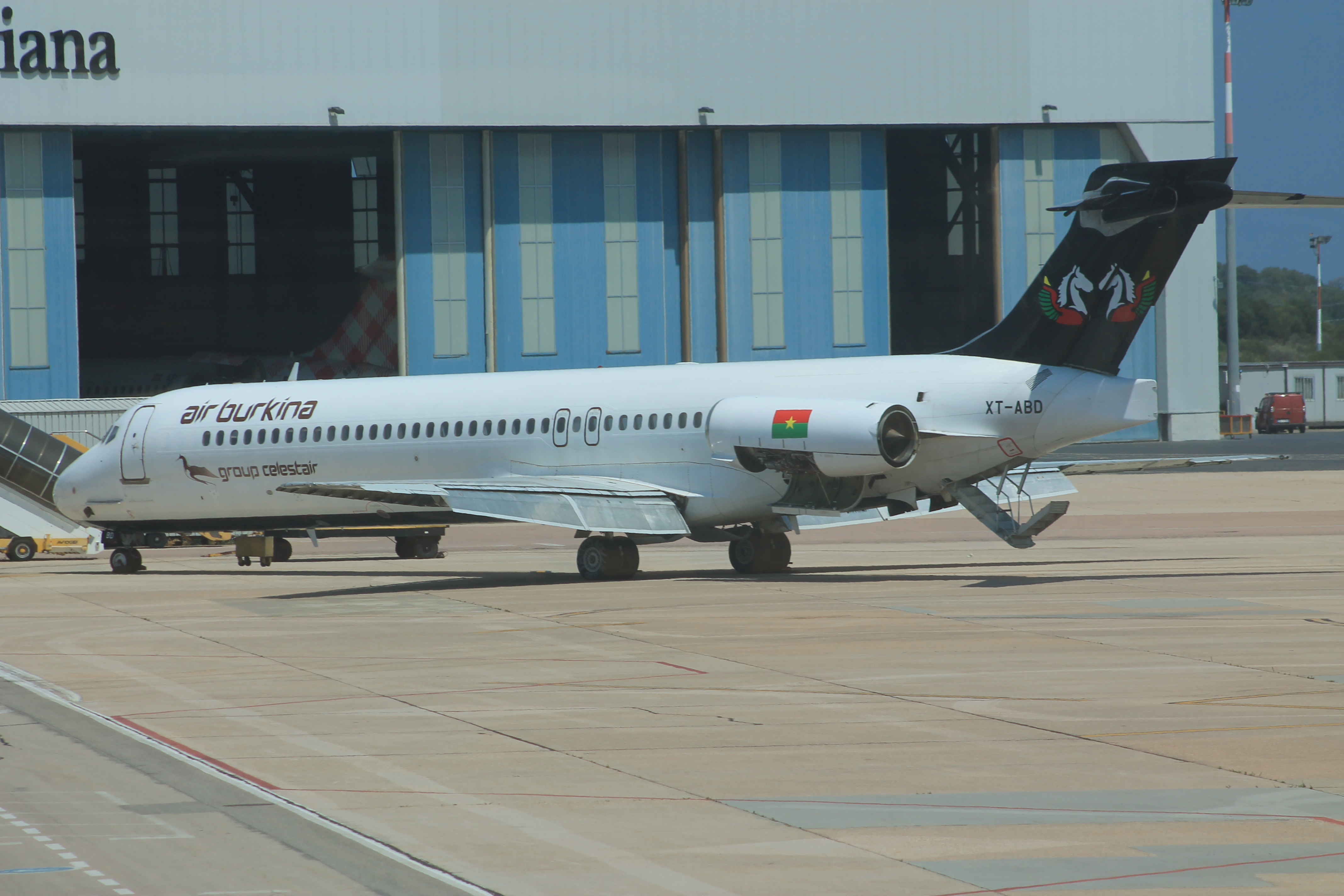